# يد الله خان
يد الله خان بن غلام رضا خان بن حسين قلي خان الثالث بن حيدر خان بن محمد حسن خان بن أسد الله خان بن إسماعيل خان بن علي شاه ويردي خان الثاني بن الحسين خان الثاني بن احمد منوجهر خان بن الحسين خان الأول الأكبر العلوي، الوالي السادس عشر من عائلة ولاة لرستان (أسمياً)، وحاكم لورستان الـ 42 والأخير.
يعتبر آخر من طالب بعرش بلاد اللور من عائلة الولاة وأسلافهم (الأتابكة الخورشيديين) منذ عام 1184م حتى سقوطها عام 1930م.

## حياته
ولد الأمير يد اللّٰه أوائل أيام حكم والده الوالي غلام رضا خان (عام 1903م تقريباً)، إلى جانب عدد كبير من الاخوة، وشهد خلال حياته أحداث مهمة أثرت في بلاد اللور مثل قيام الحرب العالمية الأولى وسقوط الدولة القاجارية وقيام الدولة البهلوية، ثم أخيراً سقوط نظام والده.
شارك يد الله خان مع إخوانه بالعديد من أعمال والدهم وخصوصا الحربية والعسكرية.

## سقوط لرستان
سقطت الدولة القاجارية نهائيا عام 1925م على يد رضا بهلوي الذي كان يريد توحيد فارس تحت حكمه فقط، على العكس من الحكومة القاجارية التي كانت تتكون من أقاليم ذاتية الحكم، لذلك اتجه رضا بهلوي إلى اجتياح لورستان رغم المعاهدات والاتفاقيات التي بينه وبين نظام الوالي (والتي تبتدئ بالآيات القرآنية والبسملات) والتي تنص على ان لورستان منطقة منزوعة السلاح، إلا أنه نقض كل المعاهدات وبدعم من الإنكليز هجم جيشه على بلاد اللور وبدأ بأجتياحها، لم تصمد قوات الوالي طويلا بسبب اتفاق نزع السلاح وإضافة إلى أن تلك القوات كانت ذات تسليح تقليدي، لذلك غادر الوالي غلام رضا خان مع جميع أفراد العائلة بما فيهم الأمير يد الله خان العاصمة حسين آباد وبشتكوه نهائيا وقام بالإقامة مؤقتا في أقصى شرق العراق مع حاشيته وعدد من العوائل اللرية التي قدر تعدادها ب1000 عائلة هربوا مع الوالي خوفا من الحرب.
دخلت قوات بهلوي مدعومة من الإنكليز لمدن بشتكوه وكل لرستان (بجزئها الإيراني) بما فيها العاصمة حسين آباد، مما مثل أول اجتياح عسكري لتلك البلاد منذ مئات السنين.
منح ملك العراق فيصل الأول عام 1929م حق اللجوء السياسي للخان المعزول وكل مرافقيه بما فيهم العوائل الهاربة.

## إعلانه نفسه حاكما
أقام الوالي السابق غلام رضا خان شرق العراق بشكل مؤقت بكل عائلته وحاشيته، في تلك الأثناء عام 1929م أعلن الأمير يد الله خان بن غلام رضا خان نفسه واليا على بشتكوه من المنفى، مشكلا حكومته ونواة قواته لتحرير بشتكوه واستعادة السلطة فيها.

## مرحلة التحضير لتحرير بشتكوه
بعد ان قام يد الله بإعلان نفسه حاكما على بشتكوه، اتجه إلى تكوين قوات مسلحة لتحرير البلاد، فأخذ يطوف بين القبائل العربية واللورية لعقد التحالفات وتجهيز عدد من المسلحين القبليين
و قام بدعوة جميع القبائل إلى مساندته وخصوصا اللورية منها لأن أفرادها أكثر الناس تأثرا بالأحداث في تلك الفترة، إلا أن الكثير منهم رفض مساعدة يد الله لخلافات سابقة مع عائلة الولاة أو طمعا في السلطة أو لأسباب أخرى، وأهم من رفض المساعدة آنذاك كان فرامرز الاسدي، الذي كان يرأس عشيرة ملكشاهي أكبر العشائر اللورية من ناحية العدد في بلاد اللور والذي سيحكم محافظة ايلام فيما بعد (تحت سلطة بهلوي).

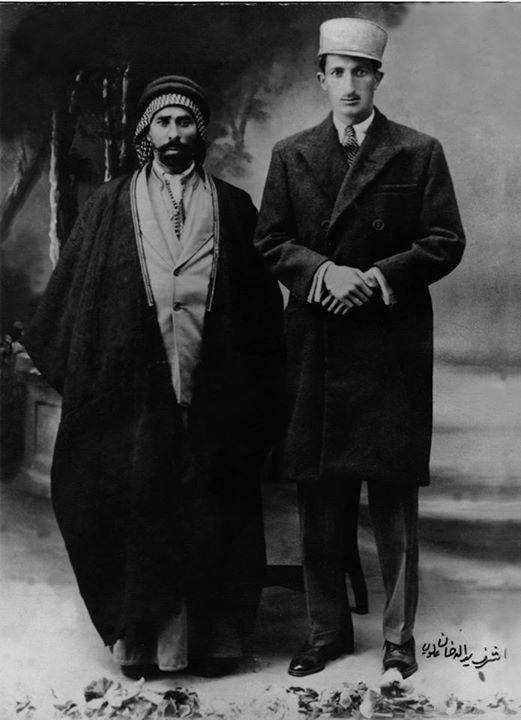
الوالي يد الله خان بن الوالي غلام رضا خان و هو يقف إلى جانب أحد شيوخ القبائل العربية (الشيخ محمد العريبي) قبيل التحضير لتحرير بشتكوه

## التوجه إلى لرستان
بعد أن أنهى يد الله خان مرحلة التحضير، قام بهيكلة القوات التي تحت إدارته وتسليحها، وكذلك بالنسبة لحلفاءه من اللر والعرب.
توجه يد الله خان وعلى رأس جيشه شرقا قاصدا لورستان وقام باختراق خط الحدود العراقي الإيراني واستمر بالتقدم إلى المناطق التي تقع خلف الحدود.

## الوصول إلى بشتكوه ومحاصرتها
واصل يد الله خان تقدمه وبعد فترة قصيرة وصل إلى مدينة ايلام، ضرب يد الله خان حصارا على مقر الحاكم الإنجليزي العسكري لمنطقة ايلام (السير گوبال)، وبقي القائد الإنكليزي محاصرا داخل مقره
بانتظار مجيء المساعدة العسكرية.

## طرد قوات يد الله من ايلام
بعد ان وصلت تلك الأخبار للشاه رضا بهلوي وحلفائه الإنكليز، قام الإنكليز بتوجيه عدد كبير من الفرق العسكرية التي تم تحضيرها مسبقا في محافظة كرمنشاه إلى يد الله خان وحلفائه للقضاء على قواتهم، وصلت تلك الأخبار إلى الوالي يد الله خان وعرف بتعداد العساكر القادمة وتسليحهم المتطور، لذلك قرر الانسحاب حافظا على دماء عساكره وحلفاءه.

## إلغاء المنصب
انسحب يد الله خان مع جميع حلفائه وقادة حكومته إلى داخل الأراضي العراقية، وقام بحل كل التحالفات والقوات التي تحت امرته وكذلك بالنسبة إلى حكومته، وتوجه مع والده الوالي السابق غلام رضا خان إلى منفاهم الأخير في العاصمة العراقية بغداد، لتنتهي بذلك فترة حكم عائلة حكام لورستان التي دامت 767 عام بمرحلتيها (عائلة الاتابكة بني خورشيد التي استمرت 426 سنة ثم عائلة ولاة لرستان التي استمرت 341 سنة)

## أشقاؤه والثورة
شارك باقي إخوة يد الله خان أبناء غلام رضا خان في الثورة واشهرهم علي رضا خان الذي كان يتنقل بين القبائل في محاولة لكسبهم إلى جانب حكومة الولاة، البعض أطلق على أشقاء يد الله لقب (الوالي)، لكنه لم يثبت عنهم تاريخيا أنهم أعلنوا أنفسهم كولاة، كما فعل شقيقهم يد الله خان وعلى الرغم من ذلك كان لهم دور فعال ومهم في الثورة.

## الثورات الأخرى
قامت في بلاد اللور عدة ثورات أخرى وخصوصا بعد فرض نظام بهلوي التقاليد الغربية والعلمانية على الشعب اللوري المعروف بأنه من الشعوب المحافظة على تقاليده، لذلك قامت ثورات تندد بتلك الممارسات ومن أشهرها ثورة الاميرة اللورية (الاميرة قدم خير قلاوند) التي أعلنت ثورة مسلحة ضد الشاه ونظامه فاجتمع حولها العديد من أفراد القبائل الفيلية واتسعت دائرة ثورتها في كل أرجاء لرستان الفيلية، لذلك قام رضا بهلوي بإرسال العديد من الوفود لاقناع قدم خير بالتنازل عن الثورة مقابل عدد من الامتيازات وأحد تلك الوفود كان معهم عدد من رجال الدين يحملون القرآن مختوما بيد رضا بهلوي دلالة على قسمه على منح الامتيازات إلى قدم خير ان تراجعت عن ثورتها الا انها لم تطمئن لنوايا رضا بهلوي الذي استخدم نفس الطريقة فيما مضى مع الوالي غلام رضا خان، فذهبت مع 100 مقاتل من أنصارها إلى العاصمة طهران للتفاوض مع الشاه وجها لوجه وقام الشاه باستقبالها مع أنصارها بحفاوة بالغة، وقامت نساء القصر باصطحاب الاميرة قدم خير بعيدا عن أنصارها، وقام خدم القصر باقتياد أنصارها إلى مائدة فخمة في ساحة عامة لاستضافتهم، إلا أنه تم الغدر بهم جميعا، حيث قتل جميع أنصار قدم خير بمجزرة، أما قدم خير وبحسب شهود العيان فإنهم شاهدوا جثتها صباح اليوم التالي وهي مقطعة الاوصال ومربوطة من شعرها بأحد الخيول.
و كذلك ظهرت ثورات أخرى كثورة شامحمد ياري (شامكه) الذي قام بمساعدة الوالي يد الله خان فيما مضى والذي ينحدر من قبيلة ملكشاهي المعروفة في لورستان.

## مصير لورستان
تقسمت لورستان إيران إلى عدة محافظات منها محافظة ايلام (بشتكوه سابقا) ومحافظة لرستان التي سميت تيمنا بإقليم لورستان الاصلي وتضم هذه المحافظة العاصمة القديمة (خرم آباد) ومحافظة جهار محال وبختيارى وكذلك شكلت جزء من محافظات كرمنشاه ومركزي وهمدان وغيرها.
اما في العراق فقد شكلت أراضي لورستان العراق أقصى شرق محافظة واسط وأقصى جنوب شرقي محافظة ديالى ومنطقة شمال شرقي محافظة ميسان.

## مصير الوالي يد الله خان
بعد وفاة والده بفترة وخلع رضا بهلوي من قبل انكلترا انتقل يد الله مرة أخرى إلى إحدى مناطق ايلام للسكن والإقامة بعد ان صدر من الحكومة الإيرانية عفو عن افراد عائلة الولاة، وشهد الوالي يد الله خان العديد من الأحداث مثل الحرب العالمية الثانية والحرب العراقية الإيرانية وحرب الخليج، وانتقل إلى ضواحي العاصمة طهران كذلك للسكن.
توفي عام 1995م في مدينة آبدانان في محافظة ايلام عن عمر ناهز 92 عاما.